# Tornitz (Vetschau/Spreewald)
Tornitz, niedersorbisch Tarnojsk, ist ein zum Ortsteil Laasow gehörender Gemeindeteil der Stadt Vetschau/Spreewald im Nordosten des südbrandenburgischen Landkreises Oberspreewald-Lausitz. Bis zur Eingemeindung nach Laasow am 1. Mai 1974 war Tornitz eine eigenständige Gemeinde.

## Lage
Tornitz liegt in der Niederlausitz östlich des Naturparks Niederlausitzer Landrücken und südlich des Spreewalds. Die Stadt Cottbus ist etwa 16 Kilometer Luftlinie entfernt.
Benachbarte Orte sind Eichow im Nordosten und Osten (Bahnhof), Briesen im Südosten, Laasow mit dem Wohnplatz Knorraue im Süden, Missen im Südwesten, Jehschen im Westen sowie Repten und Lobendorf im Nordwesten. Zu Tornitz gehört der Wohnplatz Alte Windmühle.

## Geschichte
Tornitz, das als Sackgassendorf angelegt ist, wurde 1438 als Tornuwicz erstmals erwähnt. Der Ortsname enthält, wie zahlreiche slawische Namen, die mit Torn- gebildet werden, die Bezeichnung für Dorngebüsche. Abgeleitet wird dies vom altsorbischen Wort Torn, das auch in anderen Lautungen in der niedersorbischen als Śerń und in der obersorbischen Sprache als Ćerń existiert. Bei Tornitz geht Eichler von einer nicht belegten und rekonstruierten Grundform Tornuvica aus, die dann mit -sk beziehungsweise -c gebildet wurde. Im Jahr 1524 wurde der Ortsname als Tornitz genannt sowie 1761 als Tarnjosk, 1843 als Tornojsk und 1880 sowohl als Tarnojc als auch Tarnojsk.

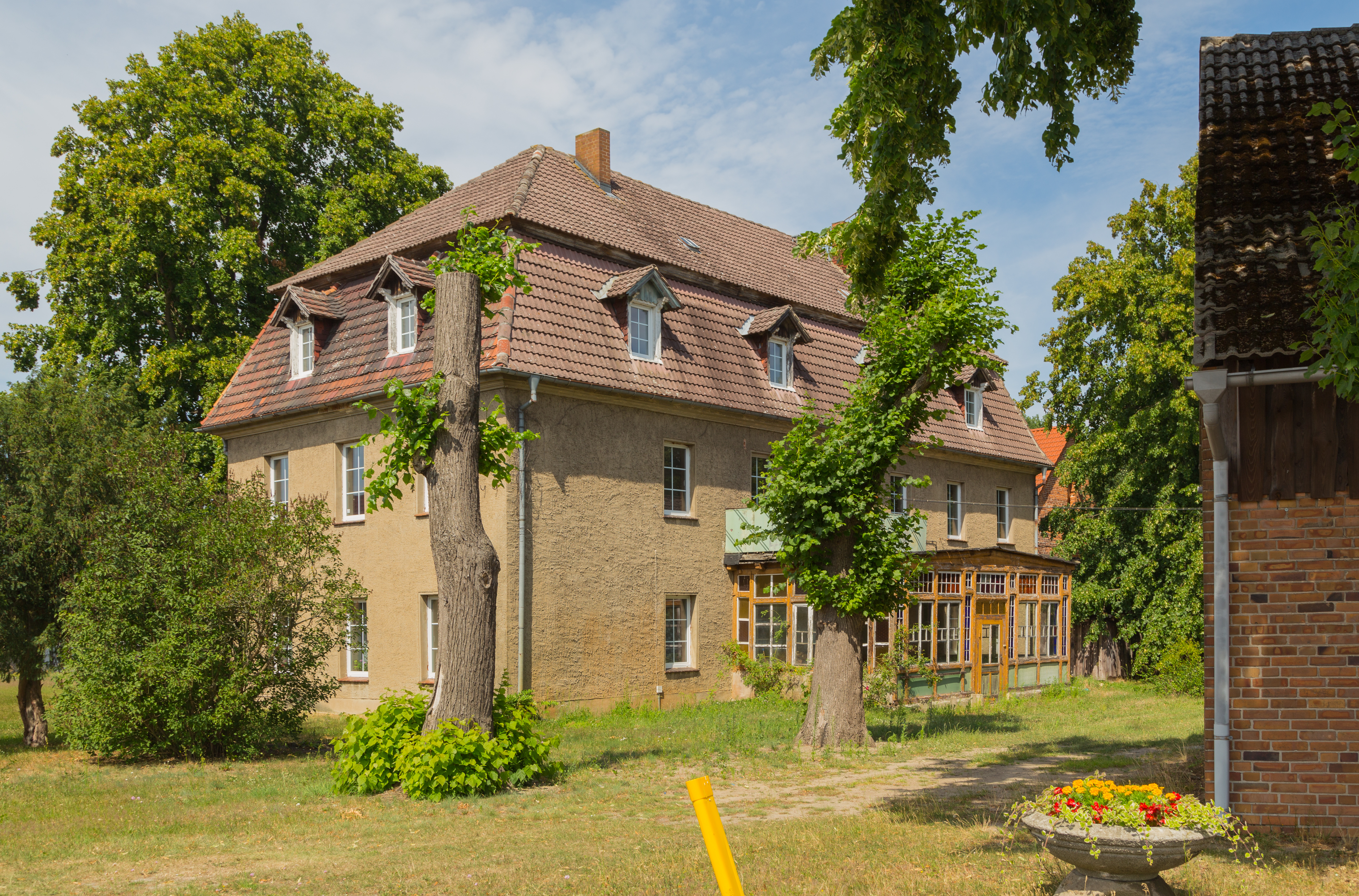
Herrenhaus des ehemaligen Rittergutes Tornitz

Von 1448 bis 1525 befand sich das Gut Tornitz im Besitz der Familie von Zabeltitz. Zwischen 1710 und 1764 gehörte das Gut der Familie von Schönfeld, in der folgenden Zeit wechselte der Besitz zwischen mehreren bürgerlichen Besitzern. Im Ergebnis des Wiener Kongresses kam das vormals sächsische Tornitz mit der gesamten Niederlausitz an das Königreich Preußen und gehörte dort zum Landkreis Calau. Ab 1818 werden eine Schäferei, eine Schänke und eine Windmühle erwähnt, Tornitz hatte damals 100 Einwohner. Laut Arnošt Mukas Statistik über die Lausitzer Sorben waren 1884 noch knapp 65 Prozent der Einwohner sorbischsprachig, und dieser Anteil nahm danach rapide ab. Richard Andree rechnete schon im Jahre 1872 Tornitz zu den Orten im Gebiet zwischen Drebkau und Raddusch, die "seit 1843 ... germanisiert" worden sind. Ab 1910 gehörte das Gut der Familie von Wilucky. Zum 1. Januar 1926 wurde der Nachbarort Briesen nach Tornitz eingegliedert. Der letzte Gutsbesitzer, der Amtsrat Richard Christiani, wurde 1945 bei der Bodenreform in der Sowjetischen Besatzungszone, enteignet.
Ab 1949 gehörte Tornitz zur DDR. Bei der Kreisreform am 1. Juli 1950 blieb die Gemeinde Tornitz im verkleinerten Landkreis Calau, der zeitgleich in Landkreis Senftenberg umbenannt wurde. Bei der Gebietsreform am 25. Juli 1952 kamen die Orte an den neu gegründeten Kreis Calau. Der Anteil der sorbischen Bevölkerung war damals fast völlig zurückgegangen, laut Ernst Tschernik hatte Tornitz 1956 nur noch fünf sorbischsprachige Einwohner. Am 1. Mai 1974 wurde Tornitz gemeinsam mit Wüstenhain nach Laasow eingemeindet. Nach der Wiedervereinigung wurde Tornitz am 6. Dezember 1993 Teil des neu gebildeten Landkreises Oberspreewald-Lausitz. Am 26. Oktober 2003 wurden Laasow mit seinen Gemeindeteilen sowie die Gemeinden Koßwig, Missen und Raddusch in Vetschau/Spreewald eingegliedert.
Tornitz ist nach Laasow gepfarrt und gehört seit 2013 zur Kirchengemeinde Gräbendorfer See im Kirchenkreis Niederlausitz.

## Einwohnerentwicklung
| Einwohnerentwicklung in Tornitz von 1875 bis 1971 | Einwohnerentwicklung in Tornitz von 1875 bis 1971 | Einwohnerentwicklung in Tornitz von 1875 bis 1971 | Einwohnerentwicklung in Tornitz von 1875 bis 1971 | Einwohnerentwicklung in Tornitz von 1875 bis 1971 | Einwohnerentwicklung in Tornitz von 1875 bis 1971 | Einwohnerentwicklung in Tornitz von 1875 bis 1971 | Einwohnerentwicklung in Tornitz von 1875 bis 1971 | Einwohnerentwicklung in Tornitz von 1875 bis 1971 | Einwohnerentwicklung in Tornitz von 1875 bis 1971 |
| Jahr                                              | Einwohner                                         | Jahr                                              | Einwohner                                         | Jahr                                              | Einwohner                                         | Jahr                                              | Einwohner                                         | Jahr                                              | Einwohner                                         |
| ------------------------------------------------- | ------------------------------------------------- | ------------------------------------------------- | ------------------------------------------------- | ------------------------------------------------- | ------------------------------------------------- | ------------------------------------------------- | ------------------------------------------------- | ------------------------------------------------- | ------------------------------------------------- |
| 1875                                              | 170                                               | 1910                                              | 151                                               | 1933                                              | 228                                               | 1946                                              | 306                                               | 1964                                              | 229                                               |
| 1890                                              | 138                                               | 1925                                              | 159                                               | 1939                                              | 196                                               | 1950                                              | 326                                               | 1971                                              | 219                                               |

Gebietsstand des jeweiligen Jahres, ab 1933 mit Briesen

## Kultur und Sehenswürdigkeiten
Die Radwanderwege Niederlausitzer Bergbautour und Niederlausitzer Kreisel führen durch den Ort.

## Wirtschaft und Infrastruktur
Tornitz liegt an der Kreisstraße 6623 und südlich der Bahnstrecke Halle–Cottbus. Die Bundesautobahn 15 ist etwa fünf Kilometer entfernt.

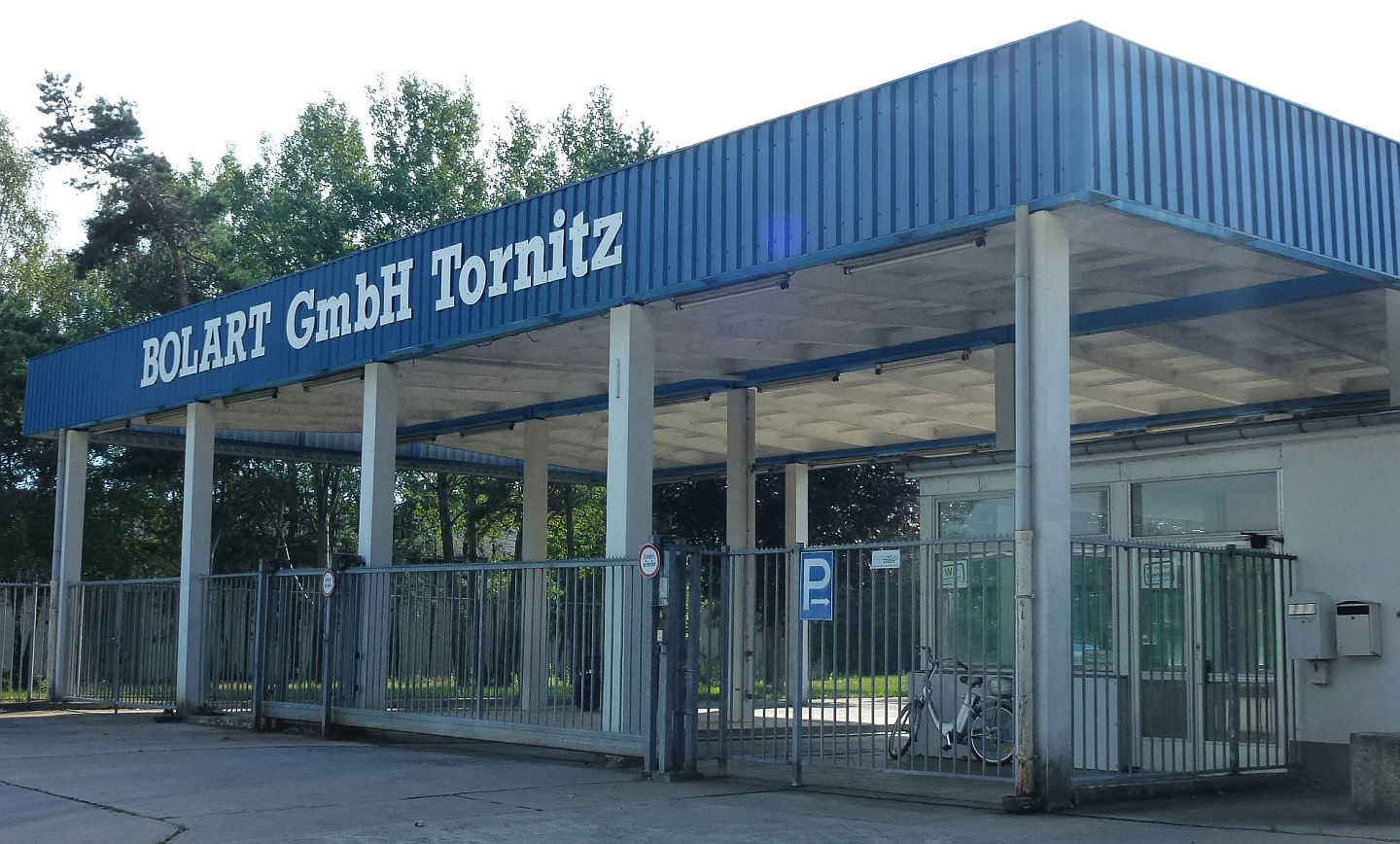
Bolart GmbH in Tornitz

Die nördlich von Tornitz gelegene Anlage der Bolart Schweineproduktionsanlagen GmbH ist die größte Schweinemastanlage in Brandenburg. Nördlich von Tornitz, jedoch bereits auf Eichower Gebiet, wurde im Juni 2016 ein Windpark mit einer installierten Gesamtleistung von 12 MW in Betrieb genommen.